# Tamias cinereicollis
Tamias cinereicollis är en däggdjursart som beskrevs av J.A.Allen 1890. Den ingår i släktet jordekorrar och familjen ekorrar. IUCN kategoriserar arten globalt som livskraftig.

## Taxonomi
Inga underarter finns listade i Catalogue of Life, medan Wilson & Reeder skiljer mellan två underarter:
- T. cinereicollis cinereicollis samt
- T. cinereicollis cinereus

## Beskrivning
Arten är en liten jordekorre med en längd mellan 21 och 24 cm av vilken svansen utgör mellan 9 och 11 cm, samt en vikt mellan 55 och 70 g. Honan är något större än hanen. Ekorren har blekt brungrå grundfärg med ljusa och mörka strimmor på huvud och rygg. Ryggstrimmorna är fem till antalet, tre svarta eller bruna, och två vitaktiga. Den centrala strimman når fram till huvudet, medan de yttersta strimmorna ibland kan vara otydliga. Pannan är brun med grå toner. Även kinder, nacke, skuldror och bakdelen är grå, medan buken är ljus. Hos underarten T. cinereicollis cinereicollis är hjässan ljust gulbrungrå och kroppens sidor ljust gulbruna; hos underarten T. cinereicollis cinereus är hjässan ljusgrå blandat med kanelbrunt och kroppssidorna mer gråaktiga än hos den förra underarten. Hos båda underarterna är sommar- och vinterpäls lika, med undantag av att sidor och svansspets är ljusare hos T. cinereicollis cinereus under vintern.

## Ekologi
Ekorren är en bergsart som lever på höjder mellan 1 950 och 3 440 m, vanligast i intervallet 2 100 till 3 300 m. Den förekommer främst i skogsbryn och gläntor i barrskog, men kan även på vissa håll påträffas i blandskog med ek och en. Den kan även påträffas bland bebyggelse på landsbygd och i förorter. Den klättrar gärna i träd, och utnyttjar stubbar och timmerstockar som utsiktspunkter. Bona förläggs underjordiskt nära buskage, timmerstockar, stubbar eller byggnader. De är förhållandevis komplexa, med en huvudtunnel på 6 till 9 m, en bokammare, en till två förrådskammare, flera sidogångar och flera utgångar. Den kan också inrätta sitt bo i ihåliga träd, exempelvis i övergivna hackspettbon. Arten är dagaktiv och hävdar revir, utom under parningstiden. Den faller inte i någon egentlig vinterdvala, men håller sig inaktiva från höst till tidig vår (kring början av mars). Det händer dock att den kommer fram under varma vinterdagar.

### Föda och predation
Arten är allätare, men med betoning på växtföda. Stapelfödan är frön, men den tar även nötter, bär, körsbärs- och plommonkärnor, svamp, insekter, maskar och as. Sällsynt förekommer även smådäggdjur och fåglar i födan.
Själv utgör arten föda åt prärievargar, mårdar, rävar, hökar, ugglor och ormar.

### Fortplantning
Arten är könsmogen vid ett års ålder. Den fortplantar sig två gånger per år, under tidig vår och under sommar till tidig höst. Honan är dräktig i 30 till 31 dagar innan hon föder två till fem, outvecklade, nakna och blinda ungar, som tages hand om modern ensam. Vid mellan 36 och 40 dagars ålder börjar de äta fast föda, och vid 41 till 45 dagars åler är de avvanda.

## Utbredning
Arten förekommer i bergen i centrala till mellersta Arizona och centrala och sydvästra New Mexico.